# بئر الذهب
بئر الذهب (به عربی: بئر الذهب) یک شهرداری‌های الجزایر در الجزایر است که در ناحیه مرسط واقع شده‌است.
 بئر الذهب  ۷٬۱۸۱ نفر جمعیت دارد.